# Лаврентій (Гуцуляк)
Митрополит Лавре́нтій Дани́ло Гуцуля́к (нар. 25 січня 1951, Вернон, Британська Колумбія, Канада) — архієпископ і митрополит Вінніпезький Української греко-католицької церкви, василіянин.

## Біографія
Лаврентій Данило Гуцуляк навчався у початковій і середній школах у Верноні, відтак — у Колегії святого Володимира отців Редемптористів у містечку Роблін, Манітоба. 1969 року вступив до Чину Отців Василіян українського обряду в Оттаві, а новіціат закінчив у монастирі святого Йосафата в Ґлен-Ков, Нью-Йорк у (1971—1972 рр.). Висвячений на священика 28 серпня 1977 року.
У 1974 році захистив бакалаврат з філософських наук в Оттавському університеті та продовжував вивчати богослов'я в Папському інституті святого Ансельма у Римі. Студіював літургіку в Папському східному інституті в Римі і 1985 року захистив докторську працю на тему: «Свята Літургія Івана Золотоустого у Київській Митрополії під час з'єднання з Римом (1596—1839)» (науковий керівник — відомий єзуїт о. Роберт Тафт). Видавши свою працю 1990 року в серії видань Отців Василіян «Записки ЧСВВ», o. Лаврентій отримав у Папському східному інституті науковий ступінь доктора богослов'я.
Проживши одинадцять років у Римі, весною 1986 року повернувся до Канади і отримав призначення пароха української католицької парафії свв. апостолів Петра і Павла у Мондері (Альберта) (1986—1996 рр.). У вересні 1996 року призначений магістром новиків та ігуменом того ж монастиря, одночас обіймаючи посаду директора Музею оо. Василіян. Від 1992 року викладає курси візантійської Літургії у Богословській колегії в Ньюмені недалеко м. Едмонтон.
16 грудня 1996 року папа Римський Іван-Павло II номінував о. Лаврентія Гуцуляка єпископом едмонтонським Української греко-католицької церкви — хіротонія відбулася 3 квітня 1997 року: головним святителем був митрополит Вінніпезький Михаїл (Бздель), ЧНІ, а співсвятителями — єпископ нью-вестмінстерський Северіян Якимишин, ЧСВВ і єпископ торонтський Корнилій Пасічний, ЧСВВ. Введення на престол української католицької єпархії Едмонтона та Альберти — 6 квітня 1997 року в Катедральному храмі св. священномученика Йосафата в Едмонтоні.
9 січня 2006 року папа Римський Бенедикт XVI призначив владику Лаврентія Гуцуляка, ЧСВВ, митрополитом вінніпезьким та архієпископом Вінніпезької архієпархії (Канада). Введення на престол Вінніпезької архієпархії відбулося 11 лютого 2006 року.
У Синоді єпископів УГКЦ Владика Лаврентій є членом Синодальної літургічної комісії та членом Синодальної комісії священичого формування. Владика Лаврентій є і членом Канадської конференції католицьких єпископів (англ. Canadian Conference of Catholic Bishops (CCCB)): брав участь у Канонічній та Міжобрядовій комісіях, в англікансько-католицькому діалозі єпископів, а недавно — обраний католицькими єпископами Західної Канади як представник Постійної ради Канадської конференції католицьких єпископів у Оттаві.